# Volkswagen W12
La Volkswagen W12, nota anche come Volkswagen Nardò, è una concept car a elevate prestazioni, realizzata e sviluppata dalla casa automobilistica tedesca Volkswagen dal 1997 al 2002.
Deriva strettamente, sia per telaio che meccanica, dalla concept Audi Avus quattro prodotta nel 1991 dalla casa di Ingolstadt, già parte del gruppo automobilistico tedesco.

## Storia
Quest'automobile, messa in cantiere nel 1997, ha una storia abbastanza concisa rispetto agli standard di sviluppo di vetture analoghe. Nel caso della W12, il tutto si è concretizzato nel giro di quattro anni, un periodo relativamente breve, soprattutto alla luce della complessità del progetto, molto ambizioso, caratterizzato da soluzioni tecniche raffinate e fuori dagli schemi abituali.
Da considerare anche il fatto che all'epoca la Volkswagen, storicamente nota come l'«auto del popolo», non disponeva del know-how necessario per realizzare una vettura così prestazionale ed esclusiva. Fino ad allora, infatti, la casa di Wolfsburg operava in segmenti di mercato molto meno elitari e si trovava a gestire marchi come Audi, che era sì riuscita a riportare in auge dopo anni di oblio, ma che non aveva ancora un posizionamento premium, e come SEAT e Škoda, che al tempo non godevano di buona fama tra gli automobilisti in termini di affidabilità, comfort e prestazioni.
La W12 aveva quindi lo scopo di far acquisire all'azienda tedesca l'esperienza necessaria nel settore delle automobili supersportive di lusso, dato che il gruppo Volkswagen proprio in quegli anni si stava apprestando ad assorbire marchi quali Bentley, Bugatti e Lamborghini.

### 1997: W12 Syncro

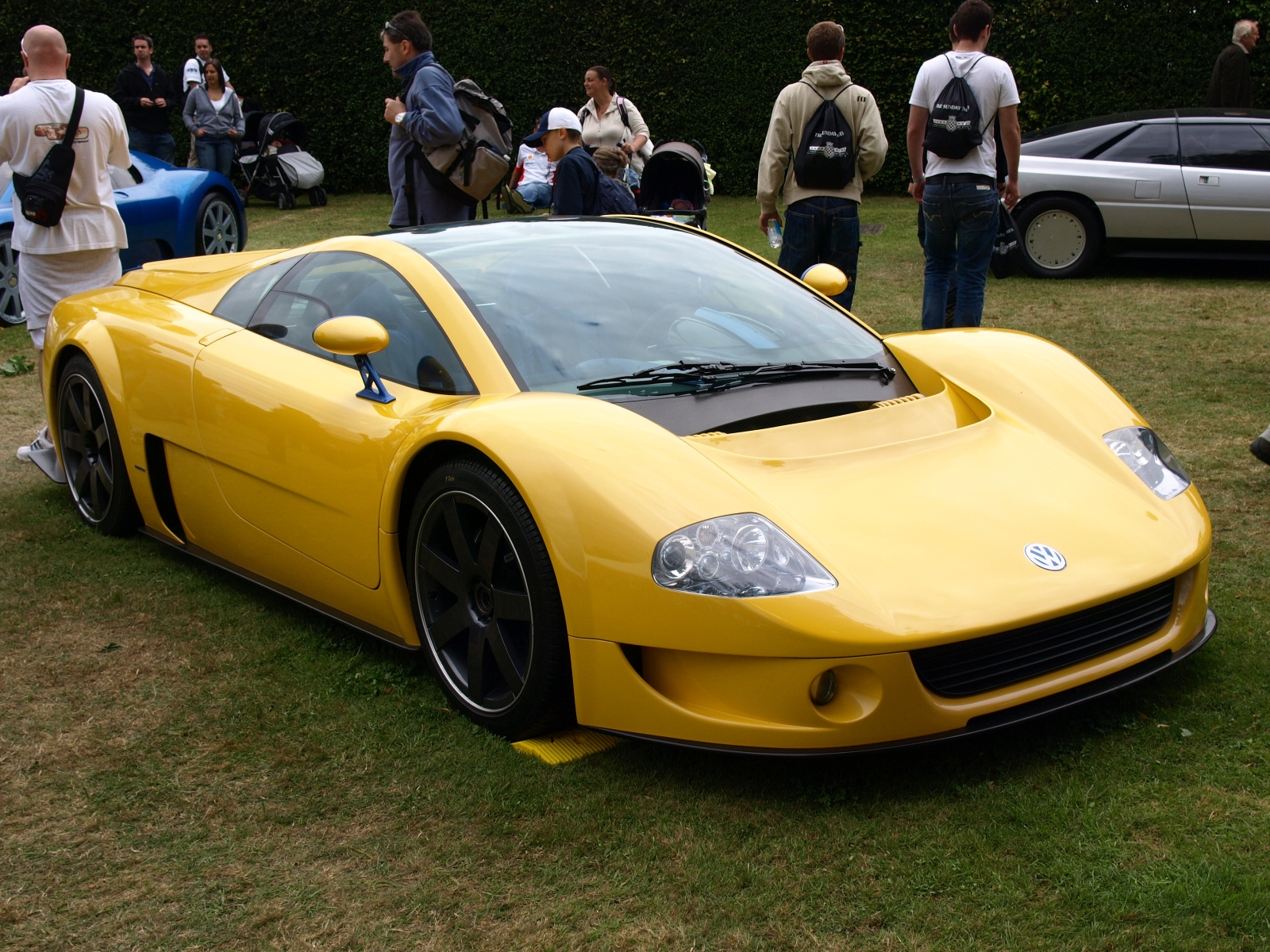
La W12 Syncro al Goodwood Festival of Speed del 2008

Nel 1997 nasce il primo prototipo della stirpe W12, denominato W12 Syncro (noto anche come W12 Syncro Coupé), che venne presentato al salone di Tokyo, con una sgargiante colorazione gialla. Come si evince dal nome, l'auto era spinta da un motore a W da 5.600 cm³, in cui i cilindri sono alloggiati in quattro bancate disposte a coppie come due motori a V, affiancati in un unico monoblocco; l'unità poteva erogare 420 CV. La trazione era a quattro ruote motrici, mentre il disegno della carrozzeria venne affidato da Ferdinand Piëch alla Italdesign di Giorgetto Giugiaro, che poi curerà lo stile anche di tutte le evoluzioni future del prototipo.

### 1998: W12 Roadster
La W12 Syncro venne molto apprezzata, tanto che nel 1998, in occasione del salone di Ginevra, la Volkswagen ne realizzò un modello scoperto, denominato W12 Roadster. A parte l'assenza del tetto, il resto della macchina rimase invariato, tranne il colore della carrozzeria, in questo caso rosso, e il tipo di trasmissione, che non era più integrale, bensì posteriore. L'auto aveva un'accelerazione da 0 a 100 km/h pari a 4 secondi.

### 2001: W12 Coupé/Nardò
Nel 2001 il prototipo W12, dopo essere stato profondamente rivisto dal punto di vista meccanico, venne nuovamente riproposto al salone di Tokyo come W12 Coupé, con una caratteristica colorazione arancione. Questa versione si rifaceva alla W12 Syncro del 1997, ma disponeva di un motore più prestante; anche se identico nell'architettura, la cilindrata passò da 5,6 a 6 litri. In quell'occasione, venne dichiarata una potenza massima di 512 CV e una coppia massima di 621 N·m, e un peso totale di 1.200 kg. Valori che, secondo la Volkswagen, le consentivano di accelerare da 0 a 100 km/h in circa 3,5 secondi, mentre la massima velocità a cui poteva arrivare, veniva stimata in 350 km/h.
Dopo i record mondiali di velocità stabiliti dalla W12 Coupé sulla pista di Nardò l'auto divenne colloquialmente nota, semplicemente, come W12 Nardò.

### 2002: W12 Record
Nel 2002 venne preparata una versione estrema della W12 Nardò, denominata W12 Record, con carrozzeria nera e telaio entrambi in fibra di carbonio, e un nuovo motore dal peso contenuto di soli 239 kg. Nonostante l'obiettivo della casa fosse quello di utilizzare la vettura sulla pista di Nardò esclusivamente per analizzare e testare la robustezza di telaio e meccanica, e l'affidabilità del motore 12 cilindri, la W12 Record riuscì a battere tutti i record di velocità stabiliti dalla Nardò pochi mesi prima.

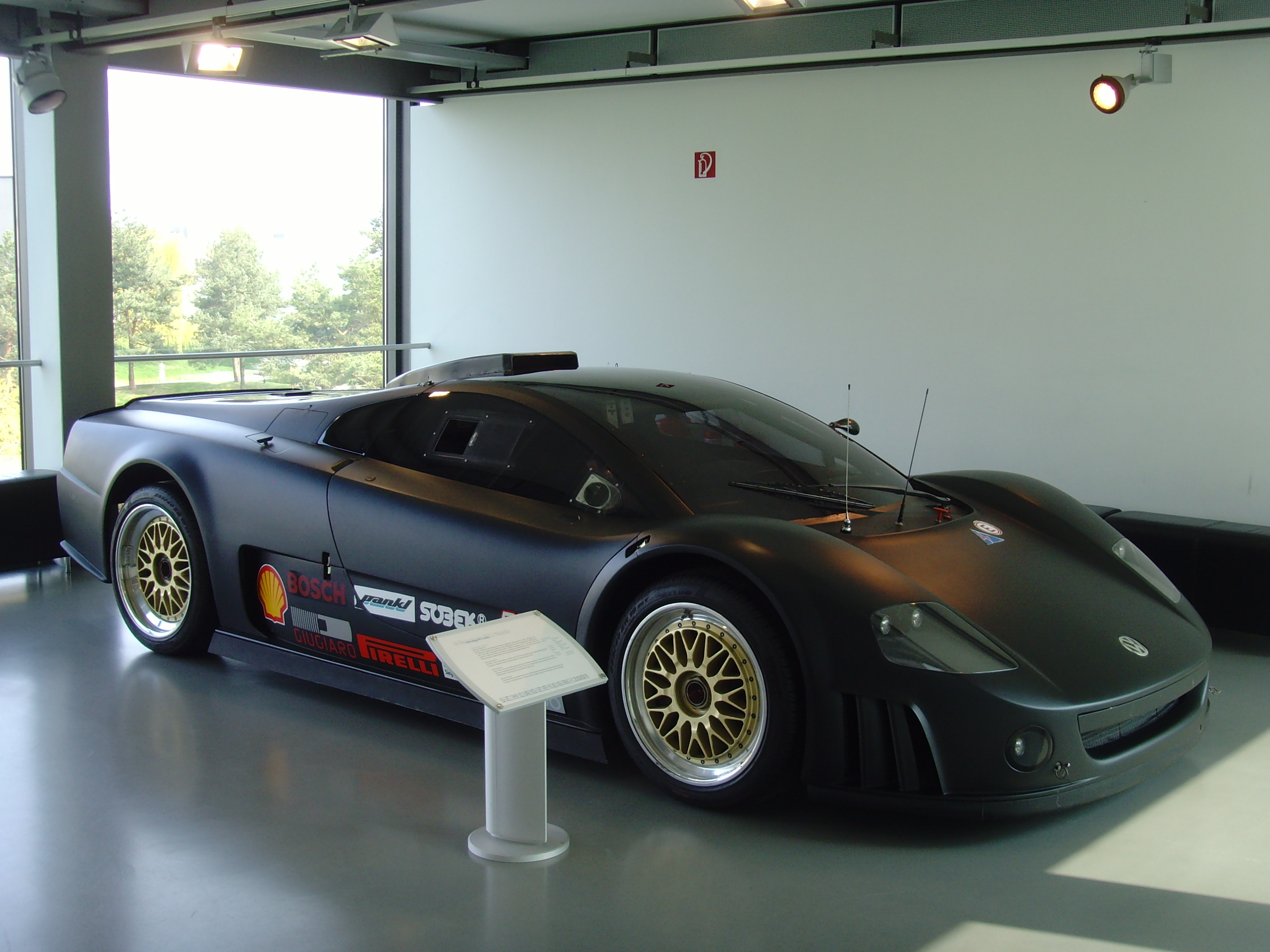
La W12 Record esposta all'Autostadt di Wolfsburg

A questo punto, nonostante l'entrata in produzione della W12 fosse fattibile, i vertici dell'azienda non diedero il consenso per portare avanti il progetto. Il gruppo automobilistico tedesco nel frattempo aveva infatti portato a termine l'acquisizione dei marchi premium Bentley, Bugatti e Lamborghini, tanto che su alcune vetture proposte da queste case sarebbero poi stati montati alcuni organi meccanici ripresi proprio dalla W12. Inoltre, una valutazione di marketing ritenne poco opportuno produrre una supercar con un marchio generalista come quello Volkswagen, decidendo così di riservare la fascia di mercato per le vetture sportive ad alte prestazioni ai premium brand del gruppo.

## Record mondiali su pista
La Volkswagen utilizzò prima la W12 Nardò e poi la W12 Record per conseguire vari primati mondiali di velocità su pista. Le vetture vennero affidate a piloti quali Mauro Baldi, Emanuele Naspetti e Giorgio Sanna, che la guidarono sul circuito salentino di Nardò.
Durante il primo tentativo, il 14 ottobre 2001, la W12 Nardò riuscì a battere dieci record mondiali di velocità. In 24 ore percorse oltre 7.000 chilometri, alla velocità media di 295,24 km/h. Inoltre ottenne il record sulla distanza di 5.000 chilometri, con una media di 295,44 km/h, e il record sulle 5.000 miglia, alla media di 291,8 km/h. Per quanto riguarda le prestazioni assolute, superò i 350 km/h.
Il 23 febbraio 2002, la W12 Record venne impiegata in una serie di test di durata e di velocità sempre sul circuito di Nardò, migliorando ulteriormente tutti i record stabiliti pochi mesi prima dalla Nardò, e realizzando nel totali 12 nuovi record del mondo.
Attualmente, nell'ambito dei record di velocità disciplinati dalla FIA, la W12 detiene 7 primati assoluti:
- 500 miglia, distanza percorsa a una media di 327,389 km/h;
- 1.000 miglia, distanza percorsa a una media di 325,862 km/h;
- 5.000 km, distanza percorsa a una media di 324,850 km/h;
- 5.000 miglia, distanza percorsa a una media di 323,037 km/h;
- 6 ore, tempo coperto a una media di 325,584 km/h;
- 12 ore, tempo coperto a una media di 324,876 km/h;
- 24 ore, tempo coperto a una media di 322,891 km/h.

Nella prova di 24 ore, coprì una distanza di 7.749,384 km.